# Natàlia Castellana Vila
Natàlia Castellana i Vila és una matemàtica catalana, professora del Departament de Matemàtiques de la Universitat Autònoma de Barcelona, on imparteix docència i desenvolupa recerca en l’àmbit de la topologia algebraica. És membre del Grup de Topologia Algebraica Barcelona i investigadora del Centre de Recerca Matemàtica.
Es va doctorar en matemàtiques a la mateixa universitat amb una tesi sobre representacions homotòpiques de grups p-compactes. Ha centrat la seva recerca en l’estudi d’estructures algebraiques relacionades amb la teoria d’homotopia, incloent espais classificadors i grups p-locals, i ha participat en projectes finançats en l’àmbit estatal i europeu. En aquest context, ha contribuït a l’ampliació del teorema de Quillen en relació amb l’homotopia. Es tracta d’un camp de recerca en matemàtica teòrica, però pot tenir aplicacions en àrees com la biologia computacional, la teoria de cordes, la criptografia o la robòtica.
La seva tasca investigadora s'ha desenvolupat també en col·laboració amb institucions internacionals com el Max-Planck-Institut für Mathematik, el Mittag-Leffler Institute i la Université Paris 13. A més, ha abordat la divulgació de conceptes matemàtics, especialment entorn de la noció d’infinit, amb explicacions sobre els seus significats i paradoxes, així com sobre el seu ús en àmbits com la geometria projectiva i el càlcul infinitesimal.
Participa en iniciatives de divulgació dirigides a estudiants preuniversitaris, com el Programa Argó de la UAB, i en reunions de joves investigadors del seu àmbit, com la reunió anual Young Topologists Meeting, on el 2022 va ser conferenciant convidada. I ha col·laborat en obres col·lectives de difusió científica com ara el llibre Mujeres matemáticas. Trece matemáticas, trece espejos, en què va dedicar un capítol a Graciela Salicrup, pionera mexicana de la topologia.
En l’àmbit institucional, ha exercit funcions de gestió acadèmica i de responsabilitat en polítiques d’igualtat a la Facultat de Ciències de la Universitat Autònoma de Barcelona.